# Gymnocalycium capillaense
Gymnocalycium capillaense är en kaktusväxtart som först beskrevs av Schick, och fick sitt nu gällande namn av Carl Curt Hosseus. Gymnocalycium capillaense ingår i släktet Gymnocalycium och familjen kaktusväxter. Inga underarter finns listade i Catalogue of Life.

## Bildgalleri

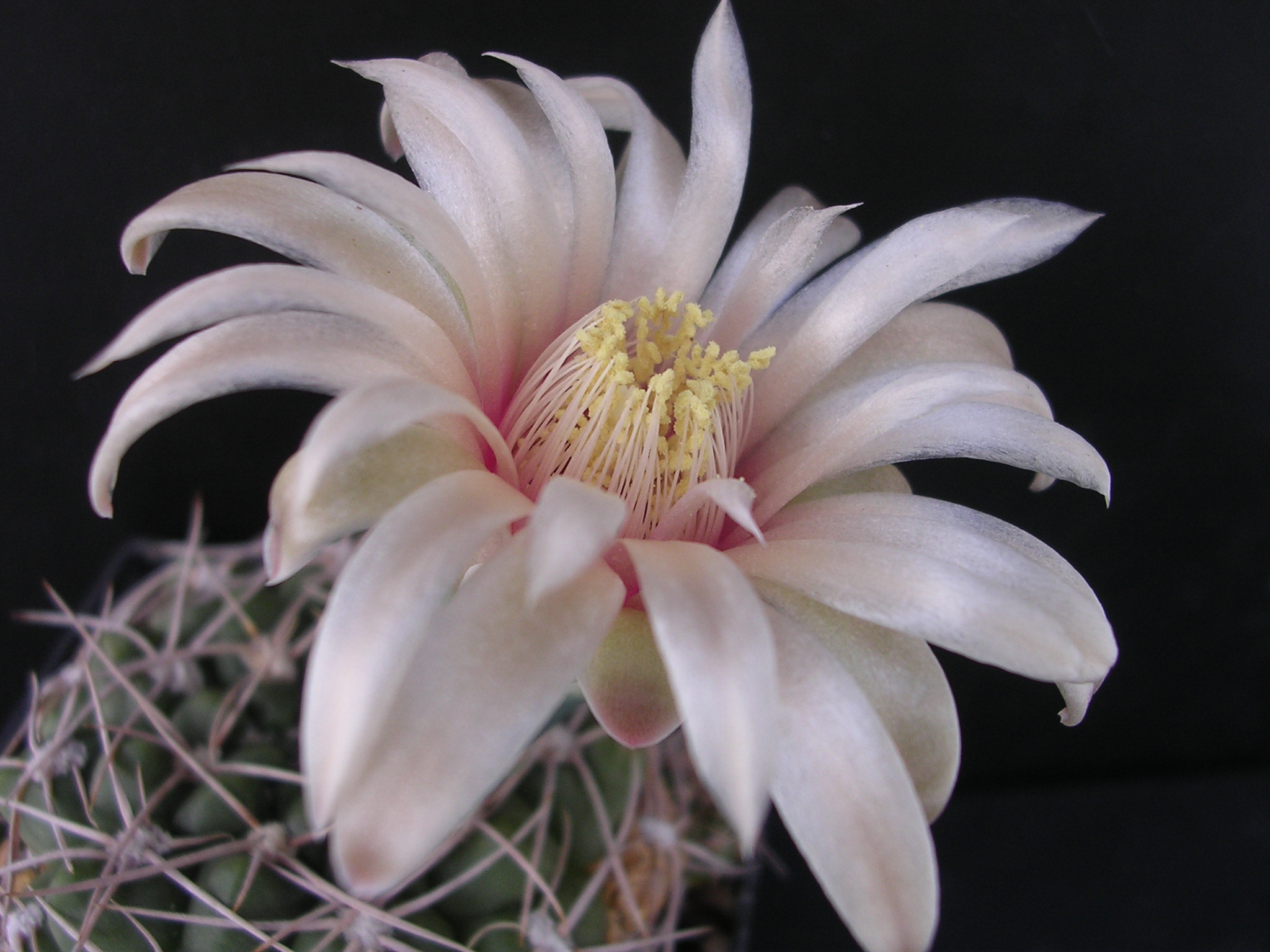